# Isabel de Orléans-Bragança
Isabel de Orléans-Bragança (n. 5 aprilie 1944, La Bourboule, Auvergne, Franța – d. 5 noiembrie 2017, Rio de Janeiro, Rio de Janeiro, Brazilia) a fost o prințesă a Braziliei, care era a șasea după succesiunea la tronul și coroana Braziliei în momentul morții sale (2017).
Isabel a fost adesea invitată să reprezinte familia imperială la evenimente monarhice sau ceremonii oficiale și semioficiale.
Isabel s-a născut la 5 aprilie 1944 în La Bourboule (Franța) și a fost al patrulea dintre cei 12 copii ai prințului Pedro Henrique de Orléans-Braganza, șeful Casei Imperiale a Braziliei, și a soției sale, prințesa Maria de Bavaria de Orleans-Braganza.
Odată cu sfârșitul celui de-Al Doilea Război Mondial în Europa, în mai 1945, familia imperială braziliană a putut, în sfârșit, să se întoarcă în Brazilia, punând astfel capăt exilului nedrept și dureros impus după lovitura de stat republicană din 15 noiembrie 1889.
Isabel a murit pe 5 noiembrie 2017, la Rio de Janeiro, la vârsta de 73 de ani, împărtășită cu sacramentele Sfintei Biserici.